# Dystasia mindanaonis
Dystasia mindanaonis là một loài bọ cánh cứng trong họ Cerambycidae.